# Pistolet CZ 24
CZ 24 – 9 mm czechosłowacki pistolet samopowtarzalny.
Pistolet ten wzorowany był na 7,65 mm pistolecie Mauser. Przystosowany do nabojów pistoletowych 9 mm opracowanych specjalnie do tej broni. Posiadało go na wyposażeniu Wojsko Czechosłowacji.
Działa na zasadzie krótkiego odrzutu lufy – zamek ryglowany przez obrót lufy.